# Teodors Grīnbergs
Teodors Grīnbergs (Liepāja, 31 dicembre 1916 – 27 agosto 1998) è stato un cestista lettone.

## Carriera
Con la Lettonia ha disputato i Campionati europei del 1939, vincendo la medaglia d'argento.